# Protocolo de Ginebra
El Protocolo sobre la prohibición del empleo en la guerra de gases asfixiantes, tóxicos o similares y de medios bacteriológicos, usualmente llamado Protocolo de Ginebra, es un tratado de prohibición del uso de armas químicas y biológicas en conflictos armados internacionales. Fue firmado en Ginebra el 17 de junio de 1925 y entró en vigor el 8 de febrero de 1928. Se registró en la Serie de Tratados de la Liga de las Naciones Unidas el 7 de septiembre de 1929.
Prohíbe el uso de armas químicas y armas biológicas en conflictos armados internacionales, pero no dice nada acerca de la producción, almacenamiento o transferencia de ellas. Más tarde, otros tratados cubrieron estos aspectos (la Convención sobre Armas Biológicas en 1972 y la Convención sobre Armas Químicas en 1992)
Un número de países presentaron reservas al convertirse en Partes en el Protocolo de Ginebra, declarando que sólo consideraban válidas sus obligaciones de no utilización si la norma también quedaba aplicada a las otras partes, y que en el caso de que las armas prohibidas fuesen utilizadas en su contra estas obligaciones cesarían.

## Estados miembros
Para llegar a ser Parte en el Protocolo, los Estados deben depositar un instrumento con el gobierno de Francia (el poder de depósito). Treinta y ocho estados originalmente firmaron el Protocolo. Francia fue el primer firmante en ratificar el tratado, el 10 de mayo de 1926. El Salvador, el último signatario en ratificarlo, lo hizo el 26 de febrero de 2008. Hasta abril de 2021, 146 Estados han ratificado, se han adherido o han sucedido al Protocolo, el más reciente fue Colombia el 24 de noviembre de 2015.